# Sumerljai járás
A Sumerljai járás (oroszul Шумерлинский район) Oroszország egyik járása Csuvasföldön. Székhelye Sumerlja.

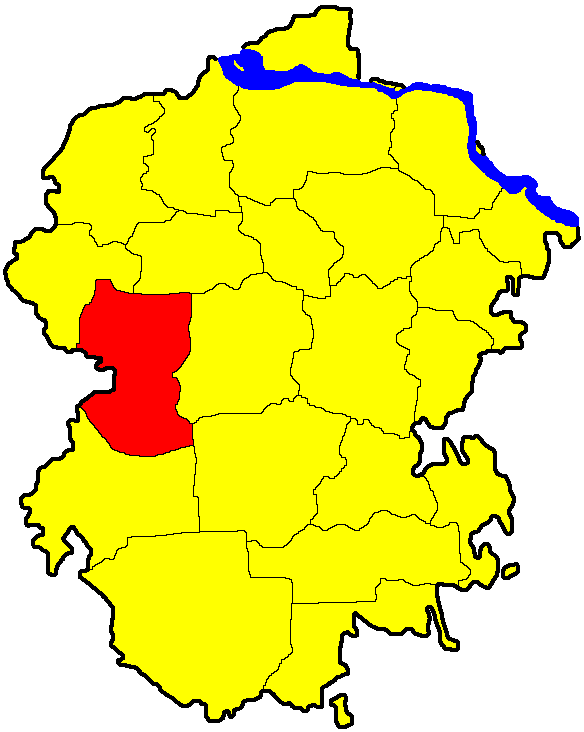
A Sumerljai járás Csuvasföldön

## Népesség
- 1989-ben 16 187 lakosa volt.
- 2002-ben 13 298 lakosa volt, melynek 80%-a csuvas, 18%-a orosz.
- 2010-ben 10 765 lakosa volt.